# بروكبورت
بروكبورت (إلينوي) (بالإنجليزية: Brookport, Illinois)‏ هي مدينة تقع في الولايات المتحدة في إلينوي. يقدر عدد سكانها بـ 1,054 نسمة .

## التركيبة السكانية
حدّد مكتب تعداد الولايات المتحدة بيانات التركيبة السكانية لبروكبورت في تعداد الولايات المتحدة. في ما يلي، التركيبة السكانية حسب تعدادي 2000 و2010.

### تعداد عام 2000
بلغ عدد سكان بروكبورت 1,054 نسمة بحسب تعداد عام 2000، وبلغ عدد الأسر 450 أسرة وعدد العائلات 283 عائلة مقيمة في المدينة. في حين سجلت الكثافة السكانية 616.4 نسمة لكل كيلومتر مربع (1,596.5/ميل2). وبلغ عدد الوحدات السكنية 519 وحدة بمتوسط كثافة قدره 303.5 لكل كيلومتر مربع (786.1/ميل2).
وتوزع التركيب العرقي للمدينة بنسبة 90.61% من البيض و7.12% من الأمريكيين الأفارقة و0.47% من الأمريكيين الأصليين و0.28% من الأمريكيين ذوي الأصول الآسيوية و0.47% من الأعراق الأخرى و1.04% من عرقين مختلطين أو أكثر و1.90% من الهسبانيون أو اللاتينيون من أي عرق.
بلغ عدد الأسر 450 أسرة كانت نسبة 33.8% منها لديها أطفال تحت سن الثامنة عشر تعيش معهم، وبلغت نسبة الأزواج القاطنين مع بعضهم البعض 44.2% من أصل المجموع الكلي للأسر، ونسبة 14.7% من الأسر كان لديها معيلات من الإناث دون وجود شريك،  بينما كانت نسبة 4% من الأسر لديها معيلون من الذكور دون وجود شريكة وكانت نسبة 37.1% من غير العائلات. تألفت نسبة 33.8% من أصل جميع الأسر من عدة أفراد يعيشون في نفس المنزل ونسبة 15.1% كانت تتألف من شخص يعيش بمفرده يبلغ من العمر 65 عاماً أو أكثر. وبلغ متوسط حجم الأسرة المعيشية 2.34، أما متوسط حجم العائلات فبلغ 2.97.
بلغ العمر الوسطي للسكان 35.4 عاماً. وكانت نسبة 28.1% من القاطنين تحت سن الثامنة عشر، وكانت نسبة 8.3% بين الثامنة عشر والرابعة والعشرين عاماً، ونسبة 26.7% كانت واقعةً في الفئة العمرية ما بين الخامسة والعشرين والرابعة والأربعين عاماً، ونسبة 21.4% كانت ما بين الخامسة والأربعين والرابعة والستين، ونسبة 15.6% كانت ضمن فئة الخامسة والستين عاماً فما فوق. يوجد لكل 100 أنثى 94.5 ذكر، ويوجد لكل 100 أنثى في الثامنة عشر من عمرها فما فوق 90.9 ذكر.
بلغ متوسط دخل الأسرة في المدينة 24,438 دولارًا، أما متوسط دخل العائلة فبلغ 30,000 دولارًا. وكان متوسط دخل الذكور 31,250 دولارًا مقابل 19,188 دولارًا للإناث. وسجل دخل الفرد الخاص بالمدينة 11,751 دولارًا. وكانت نسبة 16.2% من العائلات ونسبة 19.8% من السكان تحت خط الفقر، وكان من هؤلاء نسبة 29.2% تحت سن الثامنة عشر ونسبة 17.5% في الخامسة والستين من العمر وما فوق.

### تعداد عام 2010
بلغ عدد سكان بروكبورت 984 نسمة بحسب تعداد عام 2010، وبلغ عدد الأسر 415 أسرة وعدد العائلات 251 عائلة مقيمة في المدينة. في حين سجلت الكثافة السكانية 575.4 نسمة لكل كيلومتر مربع (1,490.3/ميل2). وبلغ عدد الوحدات السكنية 469 وحدة بمتوسط كثافة قدره 274.3 لكل كيلومتر مربع (710.4/ميل2).
وتوزع التركيب العرقي للمدينة بنسبة 88.41% من البيض و8.33% من الأمريكيين الأفارقة و0.81% من الأمريكيين الأصليين و0.30% من الأعراق الأخرى و2.13% من عرقين مختلطين أو أكثر و2.95% من الهسبانيون أو اللاتينيون من أي عرق.
بلغ عدد الأسر 415 أسرة كانت نسبة 28.9% منها لديها أطفال تحت سن الثامنة عشر تعيش معهم، وبلغت نسبة الأزواج القاطنين مع بعضهم البعض 40.5% من أصل المجموع الكلي للأسر، ونسبة 15.2% من الأسر كان لديها معيلات من الإناث دون وجود شريك،  بينما كانت نسبة 4.8% من الأسر لديها معيلون من الذكور دون وجود شريكة وكانت نسبة 39.5% من غير العائلات. تألفت نسبة 33.5% من أصل جميع الأسر من عدة أفراد يعيشون في نفس المنزل ونسبة 14.9% كانت تتألف من شخص يعيش بمفرده يبلغ من العمر 65 عاماً أو أكثر. وبلغ متوسط حجم الأسرة المعيشية 2.37، أما متوسط حجم العائلات فبلغ 3.00.
بلغ العمر الوسطي للسكان 40.8 عاماً. وكانت نسبة 22.2% من القاطنين تحت سن الثامنة عشر، وكانت نسبة 10.1% بين الثامنة عشر والرابعة والعشرين عاماً، ونسبة 22.4% كانت واقعةً في الفئة العمرية ما بين الخامسة والعشرين والرابعة والأربعين عاماً، ونسبة 27.4% كانت ما بين الخامسة والأربعين والرابعة والستين، ونسبة 18% كانت ضمن فئة الخامسة والستين عاماً فما فوق. وتوزع التركيب الجنسي للسكان بنسبة 46.8% ذكور و53.2% إناث.